# Chanson occitane
La nouvelle chanson occitane est un genre musical à part entière, l’adjonction de l’adjectif « occitane » au terme « chanson » tendant à signifier une particularité propre à cette forme d’expression musicale en langue occitane, en rupture avec la chanson traditionnelle, d'où l'interet de la qualifier de "nouvelle".
Ce genre apparaît au début des années 1960 avec des précurseurs comme Guy Broglia et Alan Ward.
Il se développe à la fin des années 1960 en parallèle du mouvement occitaniste, avec des artistes comme Claude Marti, Patric, Joan-Pau Verdier et Mans de Breish, les chanteuses Rosina de Pèira, Jacmelina.
À Nice, des artistes influencés autant par les nouvelles musiques américaines (rock 'n' roll, bluegrass...) émergent également: Jean-Luc Sauvaigo et son groupe (l'Ontario Blues Band) ou encore Mauris Sgaravizzi.
Certains de ces artistes continuent leur activité en 2012.
Parmi les nouveaux talents, on pourra noter Laurent Cavalié, Guillaume Lopez, Luc Aussibal, Marilis Orionaa, Alidé Sans ou Joanda.